# Легадо Дель Фантасма
«Легадо Дель Фантасма» (исп. Legado Del Fantasma, в переводе с исп. — «Наследие призрака») — это группировка в рестлинге, выступающая в WWE на бренде SmackDown. Группировка является частью «Латиноамериканского мирового порядка» (LWO), возглавляемого Реем Мистерио.
В состав группировки входят Сантос Эскобар, Хоакин Уайлд, Круз Дель Торо и Зелина Вега. Трио было сформировано в 2020 году, когда Эль Ихо дель Фантазма выступил против Дрейка Мейверика, объединился с Уайлдом и Дель Торо (тогда известным как Рауль Мендоза) и снял с себя маску, сменив таким образом имя на Сантос Эскобар и образовав группу «Легадо Дель Фантасма». В составе группировки Эскобар был однократным чемпионом NXT в первом тяжёлом весе.
16 августа 2022 года, во время специального выпуска NXT Heatwave, Тони Д’Анджело победил Эскобара в уличной драке, и по условию он должен был покинуть NXT. На следующей неделе он забрал с собой остальных членов группировки из NXT, завершив их пребывание на бренде, и дебютировал в основном реестре почти два месяца спустя на SmackDown.

## История

### SmackDown, «Латиноамериканский мировой порядок» (с 2022)
На эпизоде SmackDown от 7 октября «Легадо Дель Фантасма» (с Зелиной Вега, заменившей Лопес) атаковали «Хит Роу» во время их выхода, что ознаменовало дебют группировки в основном ростере.
31 марта 2023 года, в эпизоде SmackDown, Рей Мистерио, который должен был быть введен в Зал славы WWE 2023 года и в тот же вечер должен был сразиться со своим сыном, Домиником Мистерио, на WrestleMania 39 в ближайшие выходные, возродил группировку «Латиноамериканский мировой порядок» (LWO) и подарил футболки LWO «Легадо Дель Фантаcма», так как они помогали Рею в его борьбе против «Судного дня» (Доминик Мистерио, Финн Балор, Дамиан Прист и Рея Рипли) в течение нескольких недель до этого.

## Титулы и достижения
WWE
- Чемпион NXT в первом тяжёлом весе (1 раз) — Эскобар[5]